# العديد من القديسين في نيوآرك
العديد من القديسين في نيوآرك (بالإنجليزية: The Many Saints of Newark)‏ هو فيلم دراما-جريمة أمريكي صدر عام 2021 من إخراج آلان تايلور وتأليف دايفيد شايس.ستدور أحداث الفيلم قبل أحداث مسلسل آل سوبرانو.الفيلم من بطولة أليساندرو نيفولا،ليزلي أودوم جونيور،جون بيرنثال،كوري ستول،بيلي ماجنوسن وجون ماغارو.

## روابط خارجية
- الموقع الرسمي
- العديد من القديسين في نيوآرك على موقع IMDb (الإنجليزية)
- العديد من القديسين في نيوآرك على موقع ميتاكريتيك (الإنجليزية)
- العديد من القديسين في نيوآرك على موقع روتن توميتوز (الإنجليزية)
- العديد من القديسين في نيوآرك على موقع ألو سيني (الفرنسية)
- العديد من القديسين في نيوآرك على موقع أول موفي (الإنجليزية)
- العديد من القديسين في نيوآرك على موقع بوكس أوفيس موجو (الإنجليزية)
- العديد من القديسين في نيوآرك على موقع فيلمافينيتي (الإسبانية)
- العديد من القديسين في نيوآرك على موقع قاعدة بيانات الأفلام السويدية (السويدية)
- العديد من القديسين في نيوآرك على موقع قاعدة بيانات الفيلم (الإنجليزية)
- العديد من القديسين في نيوآرك على موقع ليتربوكسد (الإنجليزية)